# José Orlando Vinha Rocha Semedo
José Orlando Vinha Rocha Semedo (Ovar, 5 marzo 1965) è un ex calciatore portoghese, di ruolo centrocampista.

## Carriera

### Club
Ha trascorso quasi tutta la carriera nel Porto, con cui vinse tutto ciò che c'era da vincere in Portogallo (otto campionati, quattro coppe e sei supercoppe), arrivando a conquistare sia la prima storica Coppa dei Campioni che la Coppa Intercontinentale.
Chiuse la carriera nel Salgueiros.

### Nazionale
Ha disputato 21 partite con la nazionale portoghese, mettendo a segno 2 goal. Ha esordito il 25 gennaio 1989 in amichevole contro la Grecia, giocando titolare; due mesi più tardi mise a segno la sua prima rete in nazionale, in una partita organizzata per festeggiare i 75 anni della Federazione portoghese contro l'Angola. La sua seconda e ultima rete in nazionale fu siglata il 31 marzo 1993 contro la Svizzera in una partita valida per le Qualificazioni al campionato mondiale di calcio 1994.

## Palmarès

### Club
- Campionato portoghese: 8

1984-1985, 1985-1986, 1987-1988, 1989-1990, 1991-1992, 1992-1993, 1994-1995, 1995-1996
- Coppa di Portogallo: 4

1983-1984, 1987-1988, 1990-1991, 1993-1994
- Supercoppa di Portogallo: 6

1984, 1986, 1990, 1991, 1993, 1994
- Coppa dei Campioni: 1

1986-1987
- Supercoppa UEFA: 1

1987
- Coppa Intercontinentale: 1

1987